# Біфобія

Прапор бісексуалів

Біфобія (англ. biphobia, від bi — «два» та дав.-гр. φόβος, phóbos — «страх») — різні форми негативної реакції на прояви бісексуальності. Перш за все виражається у неприязні або дискримінації людей з бісексуальною орієнтацією як соціальної групи чи як окремих осіб. Вона може проявлятися у запереченні, що бісексуальність є справжньою сексуальною орієнтацією (хоча зворотне затверджено ВООЗ) або негативних стереотипах про бісексуальних людей (наприклад, ніби вони сексуально нерозбірливі чи нечесні). Біфобні погляди можуть висловлювати люди будь-якої сексуальної орієнтації, гендерної ідентичності та статі.
Біфобію не слід розглядати як гомофобію або гетерофобію, оскільки бісексуали та бісексуалки піддаються окремому, властивому лише цій групі, негативізму та упередженості. Крім того, бісексуальні люди також відчувають на собі як гомофобію, так і гетерофобію.
Поняття біфобії отримало достатньо швидке та несподіване поширення наприкінці XX століття.

## Форми
Біфобія набуває розмаїтих форм, залежно від конкретного суспільства, проте має й універсальні ознаки.
Біфобія загальна для гетеросексуальних суспільств, проте вона часто проявляється і серед геїв та лесбійок, зазвичай з уявленнями, ніби бісексуали(-ки) можуть уникати тиску з боку гетеросексуального суспільства, підлаштовуючись під соціальні очікування міжстатевого сексу та стосунків. Це дозволяє представляти бісексуальну ідентичність як таку, котрій «недостатньо обох», чи «несправжню». Австралійське дослідження 2016 року встановило, що бісексуальні люди стикаються з мікроагресією, цькуванням та іншою антисоціальною поведінкою з боку людей з лесбі- та гей-спільнот.

## Заперечення та замовчування бісексуальності
Біфобія може призводити людей до заперечення того, що бісексуальність «реальна», стверджуючи, що люди, котрі ідентифікують себе як бісексуальні, не є бісексуальними по-справжньому, або що феномен бісексуальності набагато менш загальний, ніж це стверджується. Одна з форм такого заперечення базується на гетеросексистському переконанні, ніби гетеросексуальність є єдиною справжньою чи природною сексуальною орієнтацією. Тоді все, що відрізняється від неї, є або психологічною патологією, або прикладом антисоціальної поведінки. В таких випадках біфобія багато в чому збігається з гомофобією.
Інша форма заперечення корениться в бінарних поглядах на сексуальність: ніби люди є моносексуальними, тобто виключно гомосексуальними (геї/лесбійки) чи гетеросексуальними. Починаючи з 1980-х, дослідження сексуальності керувалися ідеєю, що гетеро- і гомосексуальність є єдиними можливими орієнтаціями, виключаючи бісексуальність як «вторинну гомосексуальність». В такій моделі бісексуальні люди розглядалися або як геї/лесбійки, що не наважуються зробити камінг-аут та бажають виглядати гетеросексуальними, або люди «обох орієнтацій», що експериментують з сексуальністю поза своїм «нормальним» інтересом. Афоризми на кшталт «люди або гомо-, або гетеро-, або брешуть» втілюють цей дихотомічний погляд на сексуальні орієнтації.
Деякі люди приймають теоретичне існування бісексуальності, проте визначають її у вузькому смислі, як однаковий потяг до чоловіків та жінок. Завдяки цьому багато бісексуальних людей з нерівним потягом категоризуються натомість як або гомо-, або гетеросексуальні. Інші визнають існування бісексуальності у жінок, але заперечують, що чоловіки можуть бути бісексуальними.
Деякі заперечення стверджують, що бісексуальна поведінка чи ідентичність є всього-на-всього соціальним трендом — з такими прикладами, як «бісексуальний шик» (bisexual chic) чи «гендер-бендінг» (gender bending) — але не є істинною особистісною рисою. Сексуальна активність між людьми одного гендеру замовчується чи опускається як лише замісна форма поряд з міжстатевим сексом чи як доступна форма сексуального задоволення. Аргументом цього погляду приводиться ситуаційна гомосексуальність у статево-сегрегованих просторах, таких як армія, в'язниця чи релігія.
Замовчування бісексуальності (бісексуальне стирання) або «бісексуальна невидимість» (bisexual invisibility) — це тенденція опускати, фальсифікувати чи перепояснювати іншими причинами свідоцтва про бісексуальність в історії, науці, новинах та інших первинних джерелах, іноді до точки заперечення існування бісексуальності.

## Упередження проти бісексуальних людей
Багато негативних стереотипів про бісексуальних людей виростають з заперечення бісексуальності чи її замовчування. Оскільки їхня орієнтація не визнається як достовірна, такі люди стереотипізуються як збиті з пантелику, нерішучі, ненадійні, експериментуючі чи такі, що «просто проходять етап».
Асоціювання бісексуальності з сексуальною нерозбірливістю та розпутністю походить з безлічі негативних стереотипів, що позначають бісексуалів(-ок) як психічно чи соціально нестабільних людей, для котрих сексуальних стосунків тільки з чоловіками, тільки з жінками чи тільки з однією людиною недостатньо. Ці стереотипи можуть бути результатом культурних припущень, ніби "чоловіки та жінки настільки відмінні, що потяг до одних є абсолютно відмінним від потягу до інших (визначальна риса гетеросексизму), або ніби «висловлення потягу неминучо веде до спроб задовольнити цей потяг».
Як наслідок, бісексуальні люди отримують соціальну стигму від звинувачень у зрадах їхніх партнерів чи партнерок, ведінні подвійного життя, «таємній гомосексуальності», поширенні ЗПСШ, таких як ВІЛ/СНІД. Ця приписувана поведінка додатково генералізується як неповага, скритність та обман. Бісексуальних людей характеризують як «розпусних» (slutty), «поступливих» (easy), невибіркових та німфоманіакальних. Більше того, вони тісно асоціюються з поліаморією, свінгом та полігамією. І це незважаючи на факт, що бісексуальні люди настільки ж здатні до моногамії чи серійної маоногамії, як і гомо- чи гетеросексуальні.
Приклади стереотипів, якими найчастіше викликані антибісексуальні настрої:
- Загальні упередження:
  - Бісексуальні люди ведуть безладне статеве життя, вони полігамні.
  - Бісексуальні люди частіше беруть участь у сексуальних оргіях, практикують свінг.
  - Бісексуальні люди переносять захворювання, що передаються статевим шляхом, з гомосексуального в гетеросексуальне суспільство.
  - Бісексуальні люди — це люди, котрі не визначилися в своїй сексуальній орієнтації; бісексуальності не існує, тобто сексуальність людини дискретно обмежена альтернативою: або «гомо», або «гетеро».
  - Бісексуальність — всього лише нова мода, спосіб привернути до себе увагу.
- Упередження з боку гомофобних людей:
  - Бісексуальні люди — ті ж гомосексуальні, між ними немає ніякої різниці.
- Упередження з боку гетерофобних людей:
  - Бісексуальні люди — насправді гомосексуальні, які користуються всіма привілеями гетеросексуальних і не піддаються гомофобії, «насолоджуючись» гомосексуальним способом життя.
  - Бісексуальні люди не будують серйозних одностатевих відносин з гомо- або бісексуальними, і залишать їх при перших же підходящих гетеросексуальних партнері чи партнерці.

## Наслідки
Крім очевидної шкоди цькування та дискримінації, впливи біфобії на психічне та сексуальне здоров'я бісексуальних людей численні.
Дослідження вказують, що бісексуали та бісексуалки часто ув'язнені в бінарності гетеро- та гомосексуальності, що створює форму знецінення чи позбавлення дійсності їхньої сексуальної ідентичності. Це часто призводить до чітких індикаторів психічного нездоров'я на кшталт низької самооцінки та самоповаги. Ці проблеми та тиски до «вибору» «нормальної» (гомо- чи гетеро-) сексуальної ідентичності у багатьох випадках ведуть до депресії, оскільки люди змушені жити в культурі, котра не розпізнає їхнього існування.
Дослідження жінок з високим ризиком ВІЛ-інфекції з Journal of Bisexuality встановило, що бісексуальні жінки з групи високого ризику більш схильні включатися в різні ризиковані активності та мали вищий ризик отримати ВІЛ та інші ХПСШ. Ці особливості були пов'язані з несхильністю бісексуальних людей обговорювати власну сексуальність та належний захист зі спеціалістами(-ками) у сфері охорони здоров'я через страх осуду чи дискримінації.
Люди з бісексуальною ідентичністю можуть стикатися з нерівністю у більш грубих формах, ніж геї та лесбійки. Наприклад, у США вони можуть зіткнутися з:
- Нижчим коефіцієнтом успішності в поданні заяв на статус біженця/біженки (також у Канаді та Австралії)[24],
- Вищими ступенями насильства з боку інтимного партнера чи партнерки[25],
- Вищою імовірністю молодіжної ризикованої поведінки під час навчання в старших класах[26],
- Вищою імовірністю тривоги та розладів настрою серед бісексуальних жінок та чоловіків, котрі повідомляли, що мали секс з обома статями[27],
- Вищою імовірністю життя на менш ніж $30,000 в рік[28],
- Нижчими рівнями почуття, що вони «дуже прийняті» на робочому місці[28],
- Вищою схильністю розлучатися з важливими для них людьми[28].